# مفتاح المنتج

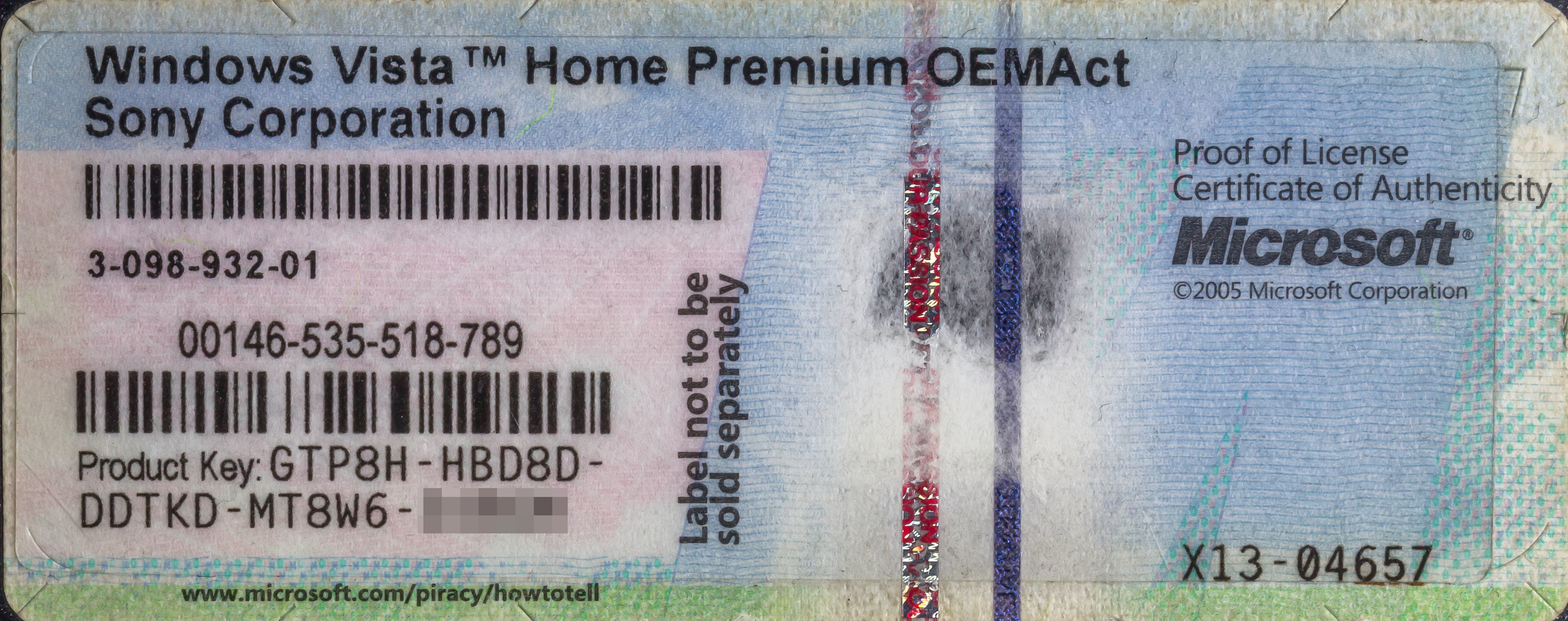

مفتاح المنتج أو رمز الترخيص (بالإنجليزية: Product key)‏هو رمز أو برنامج يستخدم لتثبيت البرامج ليجعله شبه اصلية أو اصلية .قديم كان يتم وضع المفتاح بدون وجود اتصال عبر الانترنت ولكن تغير الوضع بنظام ويندوز 7 حيث أصبح وجود الانترنت مهم ليتم تفعيل المفتاح لمنع عدة أشخاص استخدام نفس المفتاح.